# Lee Johnson (Jurist)
Lee Johnson (* 8. September 1930 in Portland, Oregon; † 15. November 2009 in Palm Springs, Kalifornien) war ein US-amerikanischer Jurist, Offizier und Politiker.

## Werdegang
Lee Johnson wurde während der Weltwirtschaftskrise geboren. Er wuchs in Toledo (Oregon) auf. Seine Jugendjahre waren vom Zweiten Weltkrieg überschattet. 1953 graduierte er an der Princeton University mit einem Bachelor of Arts. Er trat dann in die US-Navy ein und diente drei Jahre lang als Offizier am Bord eines Zerstörers. Dabei war er 19 Monate lang in Südkorea stationiert. In dieser Zeit erhielt er 2 Empfehlungsschreiben. 1959 graduierte er mit einem Bachelor of Laws an der Stanford University. Während seiner Studienzeit war er für die Herausgabe des Stanford Law Review verantwortlich. Später diente er als Kartellstaatsanwalt (antitrust prosecuting attorney) für das Justizministerium der Vereinigten Staaten. 1981 kehrte er wieder zu seiner Tätigkeit in seinem Anwaltsbüro in Portland zurück.
Johnson verfolgte auch eine politische Laufbahn. Er wurde 1964 für den Portland-West-Sub-District in das Repräsentantenhaus von Oregon gewählt. Die Associated Press nannte ihn damals einen outstanding freshman legislator. Er wurde wiedergewählt. In der Session von 1967 fungierte er als Vorsitzender im House Taxation Committee und im Interim Committee on Highways. 1968  kandidierte er erfolgreich für den Posten als Attorney General von Oregon. Seine Wahl wurde aber von dem amtierenden Attorney General Robert Y. Thornton angefochten, da er Johnson beschuldigte, gegen den staatlichen Corrupt Practices Act verstoßen zu haben. Das Gericht des Marion County urteilte zu Gunsten von Thornton, allerdings hob der Oregon Supreme Court später den Richterspruch wieder auf. Durch diese Ereignisse wurde der Amtsantritt von Johnson beinahe um sechs Monate verzögert, in welchen Thornton im Amt verblieb. Johnson wurde 1972 wiedergewählt. Seinen Posten trat er am 20. Mai 1969 an und bekleidete diesen bis zum 3. Januar 1977.
Danach war er von 1977 bis zu seinem Rücktritt 1978 als Richter am Oregon Court of Appeals tätig, um die Leitung im Führungsstab von Gouverneur Victor G. Atiyeh zu übernehmen. Von 1983 bis zu seinem Rücktritt 1995 war er als Bezirksrichter im Multnomah County tätig.